# 大野城市立大野小学校
大野城市立大野小学校（おおのじょうしりつ おおのしょうがっこう）は、福岡県大野城市瓦田3丁目にある公立小学校。

## 態様
大野城市域の中心部に所在し、市役所や商業施設に近い。また、牛頸川と御笠川の合流地点が近く、周辺は住宅地である。
運動場の中心にある、せんだんの木を象徴樹とする（1914年に敷地内に植樹され、1994年に市の天然記念物に指定されている）。約7km北に福岡空港があり、進入ルート上であるため飛行機が低空で通過する。このため、騒音防止の目的で各教室には冷房があり、体育館にも近年、冷房が設置された。
近年マンションの増加などで全校生徒も増加しており、2025年時点での在籍生徒数は1000人強。学級数は通常学級が31クラスある。また、校内には卒業生であるプロ野球選手・杉内俊哉から贈られた「杉内ボード」がある。しかしグラウンドでは野球はすることができない。

## 沿革
- 1873年 - 筒井小学校として設立
- 1910年 - 大野尋常小学校に改称
- 1941年 - 大野国民学校に改称
- 1945年 - 大野小学校に改称

## 交通
最寄の鉄道駅は西鉄天神大牟田線白木原駅、JR鹿児島本線大野城駅。

## 周辺
- 大野城市役所
- 瓦田地禄神社
埴安命などを祀る神社（参照『瓦田地禄神社』）。学校の裏手に存在。
- 大野城まどかぴあ
ホール・生涯学習センター・男女平等推進センター・図書館からなる市民のための多目的複合施設。(参照『大野城まどかぴあHP』)
- 大野城市商工会
小学校の正門前に立地
- 瓦田公民館
- 大野城心のふるさと館

## 著名な卒業生
- 井本宗司 - 第10,11,12代福岡県大野城市長
- 杉内俊哉 - 元プロ野球選手（福岡ソフトバンクホークス-読売ジャイアンツ)